# Tony Dorsett
Anthony "Tony" Drew Dorsett (Rochester, Pensilvania, 7 de abril de 1954) es un ex running back profesional de fútbol americano de la NFL donde formó parte de los Dallas Cowboys y los Denver Broncos.

## Carrera profesional
Dorsett, ganador del Trofeo Heisman del fútbol colegial fue elegido por los Cowboys en la primera ronda del draft de 1977. En su primera temporada con el equipo, Dorsett corrió para 1,007 yardas y 12 touchdowns con lo que ganó el título de Novato del año. Obtendría la titularidad a partir del décimo juego de los Cowboys en la temporada y ganaría al año siguiente el Super Bowl XII ante los Denver Broncos, que irónicamente serían su segundo equipo profesional.
El 3 de enero de 1983, con solo 10 jugadores de los Cowboys en el campo, Dorsett consiguió un acarreo para touchdown de 99 yardas en contra de los Minnesota Vikings, el cual sigue siendo el acarreo desde la línea de scrimmage más largo en la historia de la NFL.
Su campaña más producitva fue en 1981 cuando registró 1,646 yardas y 12,033 en total como jugador de los Cowboys antes de ser negociado con Denver en 1988. Con los Broncos corrió para 703 yardas en su primera campaña pero una lesión lo obligó a retirarse ese mismo año.
Dorsett fue elegido para entrar al Salón de la Fama de la NFL y al Salón de la fama Colegial en 1994 y fue incluido en el Ring of honor de los Cowboys ese mismo año. En 1999, fue situado en el número 53 de la lista de los 100 jugadores más grandes del fútbol americano de la revista The Sporting News. Es el único jugador de la historia que ha ganado el Trofeo Heisman; el Super Bowl; el campeonato Colegial; ha sido incluido en el Salón de la Fama del Fútbol Americano Universitario y en Salón de la Fama del Fútbol Americano Profesional.
En la lista de los 100 mejores jugadores de la historia de la NFL de noviembre de 2010, Dorsett fue ubicado como el décimo segundo mejor RB de todos los tiempos.